# Soubrebost
Soubrebost är en kommun i departementet Creuse i regionen Nouvelle-Aquitaine i de centrala delarna av Frankrike. Kommunen ligger i kantonen Bourganeuf som tillhör arrondissementet Guéret. År 2022 hade Soubrebost 139 invånare.

## Befolkningsutveckling
Antalet invånare i kommunen Soubrebost
Referens:INSEE

## Galleri

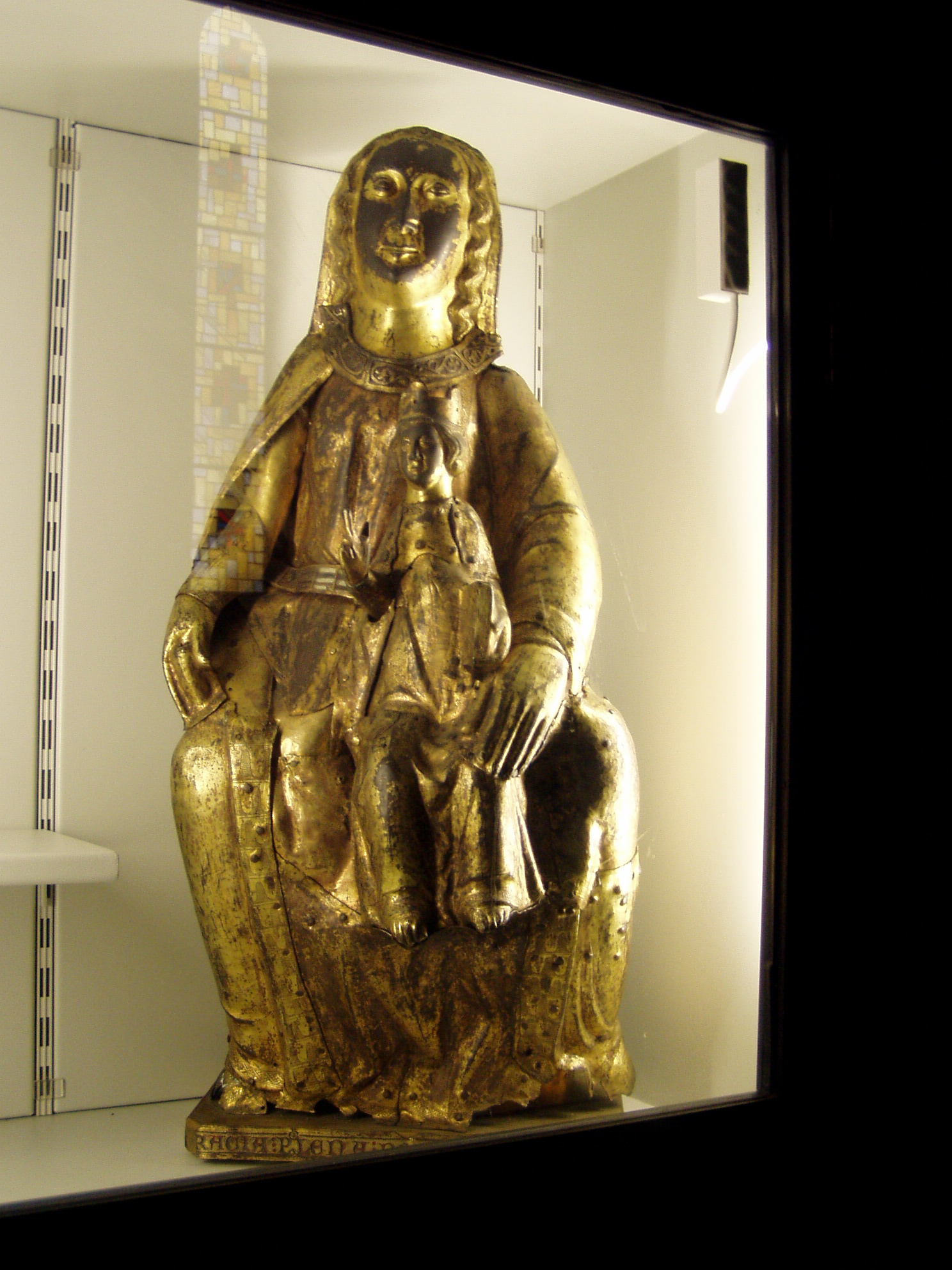